# Ochropleura rubricosta
Ochropleura rubricosta är en fjärilsart som beskrevs av Fuchs. Ochropleura rubricosta ingår i släktet Ochropleura och familjen nattflyn. Inga underarter finns listade i Catalogue of Life.